# Carl Wilhelm Leopold von Klencke
Carl Wilhelm Leopold von Klencke (* 21. Februar 1767 in Hämelschenburg; † 27. August 1823 in Soest) war ein preußischer Offizier und Mitglied der Reichsstände im Königreich Westphalen.

## Leben
Leopold von Klencke wurde als Sohn des Kurhannoverschen Generalmajors Leopold Wilhelm von Klencke (1731–1800) und dessen Gemahlin Sophie Eleonore geborene von Offerhaus (1737–1820) geboren. Sein Bruder Georg Wilhelm Ignatz war hannoverscher Landrat und Vater von Leopold von Klencke. Im Mai 1823 heiratete er Dorothea von Berswordt, verwitwete von Bockum-Dolfs (* 20. Februar 1775; † 16. April 1855).
Nach der Schule trat der fünfzehnjährige Carl Wilhelm 1782 in die Preußische Armee ein, wurde 1801 Husarenleutnant und schied 1804 mit dem Rang eines Dragoner-Capitains aus. Er kehrte in die Nähe der Familiengüter im neu gegründeten Königreich Westphalen zurück und ließ sich in Rinteln nieder. Hier ging er in die Politik und wurde am 2. Juni 1808 für das Weser-Departement Mitglied der Reichsstände im Königreich Westphalen bis zum 5. März 1811, als er für das Leine-Departement bis zum 26. Oktober 1813 tätig wurde. Er war Abgeordneter der Grundbesitzer, die mit 70 Abgeordneten den Großteil der insgesamt 100 Abgeordneten des Parlaments stellten.
Nach dem Untergang des Königreichs Westphalen kehrte von Klencke Ende 1813 zum Militär zurück und errichtete zum 1. Januar 1814 ein hannoversches Landwehr-Bataillon Hameln, befehligte anschließend als Oberstleutnant die 2. (hannoversche) Linien-Brigade und schied am 3. März 1815 mit dem Charakter als Oberst endgültig aus dem aktiven Dienst.
Er starb am 27. August 1823 auf dem seit dem 15. Jahrhundert – und noch heute – der Familie von Klencke gehörenden Schloss Hämelschenburg.

## Sonstiges
Gemeinsam mit seinem Bruder Georg Wilhelm Ignatz verkaufte er im Jahre 1818 die ihnen gehörende Zehntgerechtigkeit in Hohenrode an den Gastwirt Carl Ludwig Deppmeyer.